# Cannae
Cannae[uttal saknas] (italienska: Canne) är en frazione i kommunen Barletta i provinsen Barletta-Andria-Trani i Apulien i sydöstra Italien. Cannae var en antik ort, mest bekant genom Hannibal Barkas seger över romarna 216 f.Kr. vid Slaget vid Cannae i andra puniska kriget.